# Daryl Hall
Daryl Franklin Hohl, noto come Daryl Hall (Pottstown, 11 ottobre 1946), è un cantante statunitense.

## Biografia

### Gli inizi
Nell'autunno del 1965, con quattro altri studenti della Temple University, formò il gruppo vocale the Temptones, col quale ha registrato alcuni singoli per l'etichetta Arctic Records, prodotti da Jimmy Bishop.
Nel 1968 lasciò il college e, dopo aver realizzato un paio di singoli, attribuiti a Daryl Hall with the Cellar Door ed al solo Daryl Hall, formò con Tim Moore la band Gulliver, che comprendeva anche Jim Helmer e Tom Sellers. Il gruppo registrò un album per l'etichetta Elektra Records, pubblicato nel 1970.
Successivamente, all'inizio del 1972, firmò il contratto discografico con la Atlantic, insieme a John Oates, formando il duo Daryl Hall & John Oates, che portò alla registrazione dell'album "Whole Oats". Dopo altri due album per la Atlantic, il gruppo passò alla RCA, per la quale incise numerosi album fino agli anni ottanta.

### Anni ottanta

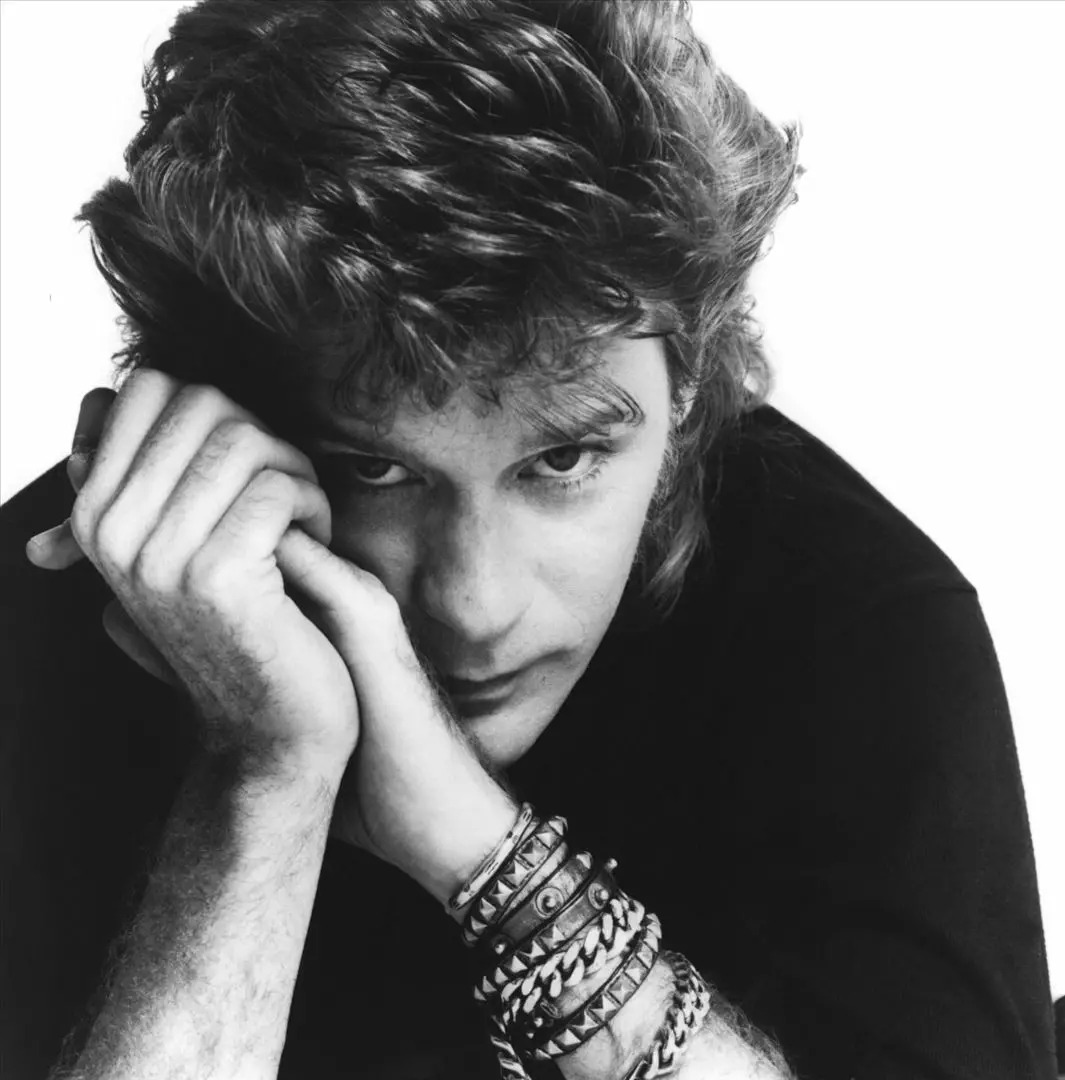
Daryl Hall in una foto pubblicitaria del 1984

Nel 1980 scrive Everytime You Go Away, ripresa e portata poi al successo da Paul Young nel 1985.
Nel 1985 partecipò a USA for Africa, un supergruppo di 45 celebrità della musica pop tra cui Michael Jackson, Lionel Richie, Stevie Wonder e Bruce Springsteen, cantando We Are the World prodotta da Quincy Jones e incisa a scopo benefico. I proventi raccolti con We Are the World furono devoluti alla popolazione dell'Etiopia, afflitta in quel periodo da una disastrosa carestia. Il brano vinse il Grammy Award come "Canzone dell'anno", come "Disco dell'anno", e come "Miglior performance di un duo o gruppo vocale pop".

### Anni novanta
Nel 1993 esce il suo album Soul Alone. 
Nel 1994 compone Gloryland, che diviene la colonna sonora ufficiale del Campionato mondiale di calcio 1994 svoltisi negli Stati Uniti e nel 1996 realizza Can't Stop Dreaming.
Nel 1990 insieme a John Oates realizza l'album Change of Season che segna la loro separazione che durerà 7 anni. Torneranno insieme nel 1997 con l'album Marigold Sky.

### Anni 2000
A partire dal 2007, Daryl ospita nel suo home studio vecchie glorie e nuovi cantanti, con i quali interpreta le proprie e le loro canzoni, nella trasmissione web tv Live from Daryl's House.

## Discografia

### Album
- Sacred Songs (1980)
- Three Hearts in the Happy Ending Machine (1986)
- Soul Alone (1993)
- Can't Stop Dreaming (1996)
- Live in Philadelphia (2004)
- Laughing Down Crying (2011)
- Before After (2022)
- D (2024)